# Евтим Тошев
Евтим Тошев е български революционер, деец на Вътрешната македонска революционна организация.

## Биография
Евтим Тошев е роден през 1891 година във Вранска баня, Сърбия. От 1914 година участва в македонското революционно движение. След края на Първата световна война се включва във ВМРО. Първоначално е четник в Малешевско, а след това околийски войвода в Кочанско. Води много сражения със сръбски въоръжени сили. Загива край родното си село през 1931 година.